# Third Division 1992-1993
La Football League Third Division 1992-1993, conosciuta anche con il nome di Barclays Third Division per motivi di sponsorizzazione, è stato il 35º campionato inglese di calcio di quarta divisione, nonché il 1º con la denominazione di Third Division. 
La stagione regolare ha avuto inizio il 15 agosto 1992 e si è conclusa il 16 maggio 1993, mentre i play off si sono svolti tra l'8 ed il 29 maggio 1993. Ad aggiudicarsi il titolo sono stati i gallesi del Cardiff City, al primo successo nella competizione. Le altre tre promozioni in Football League Second Division sono state invece conseguite dall'altro club gallese del Wrexham (2º classificato, che torna nella categoria superiore dopo undici anni di assenza), dai londinesi del Barnet (3º classificati, che salgono per la prima volta nel terzo livello del calcio inglese) e dallo York City (vincitore dei play off, alla quinta promozione in un torneo di terza divisione).
Capocannonieri del torneo sono stati Darren Foreman (Scarborough) e Carl Griffiths (Shrewsbury Town) con 27 reti a testa.

## Stagione

### Novità
Al termine della stagione precedente, insieme ai campioni di lega del Burnley, salirono direttamente in Football League Second Division anche: il Rotherham United (2º classificato) ed il Mansfield Town (3º classificato). Mentre il Blackpool che giunse al 4º posto, riuscì a raggiungere la promozione attraverso i play-off. L'Aldershot venne invece escluso dal torneo a causa di gravi problemi finanziari e le trentasei gare disputate fino a quel momento furono tutte annullate. Gli Shots divennero così, la seconda squadra a ritirarsi a campionato in corso, dopo l'Accrington Stanley nel 1961-62.
Queste cinque squadre furono rimpiazzate dalla quattro retrocesse dalla Football League Second Division: Bury, Shrewsbury Town (sceso dopo diciotto anni nella quarta serie inglese), Torquay United e Darlington e dalla neopromossa proveniente dalla Conference League: Colchester United (al ritorno in Football League dopo tre anni).

### Formula
Le prime tre classificate venivano promosse direttamente in Football League Second Division, insieme alla vincente dei play off a cui partecipavano le squadre giunte dal 4º al 7º posto. Mentre l'ultima classificata retrocedeva in Conference League.

## Squadre partecipanti
| Squadra           | Città                | Stadio                    | Stagione precedente                     |
| ----------------- | -------------------- | ------------------------- | --------------------------------------- |
| Barnet            | Londra (High Barnet) | Underhill Stadium         | 7º posto in Fourth Division             |
| Bury              | Bury                 | Gigg Lane                 | 21º posto in Third Division, retrocesso |
| Cardiff City      | Cardiff              | Ninian Park               | 7º posto in Fourth Division             |
| Carlisle United   | Carlisle             | Brunton Park              | 22º posto in Fourth Division            |
| Chesterfield      | Chesterfield         | Saltergate                | 13º posto in Fourth Division            |
| Colchester United | Colchester           | Layer Road                | 1º posto in Conference League, promosso |
| Crewe Alexandra   | Crewe                | Gresty Road               | 6º posto in Fourth Division             |
| Darlington        | Darlington           | Feethams Ground           | 24º posto in Third Division, retrocesso |
| Doncaster Rovers  | Doncaster            | Belle Vue                 | 21º posto in Fourth Division            |
| Gillingham        | Gillingham           | Priestfield Stadium       | 11º posto in Fourth Division            |
| Halifax Town      | Halifax              | The Shay                  | 20º posto in Fourth Division            |
| Hereford United   | Hereford             | Edgar Street              | 17º posto in Fourth Division            |
| Lincoln City      | Lincoln              | Sincil Bank               | 10º posto in Fourth Division            |
| Maidstone Utd     | Maidstone            | Watling Street (Dartford) | 18º posto in Fourth Division            |
| Northampton Town  | Northampton          | County Ground             | 16º posto in Fourth Division            |
| Rochdale          | Rochdale             | Spotland Stadium          | 8º posto in Fourth Division             |
| Scarborough       | Scarborough          | Seamer Road               | 12º posto in Fourth Division            |
| Scunthorpe United | Scunthorpe           | Glanford Park             | 5º posto in Fourth Division             |
| Shrewsbury Town   | Shrewsbury           | Gay Meadow                | 22º posto in Third Division, retrocesso |
| Torquay United    | Torquay              | Plainmoor                 | 23º posto in Third Division, retrocesso |
| Walsall           | Walsall              | Bescot Stadium            | 15º posto in Fourth Division            |
| Wrexham           | Wrexham              | Racecourse Ground         | 14º posto in Fourth Division            |
| York City         | York                 | Bootham Crescent          | 19º posto in Fourth Division            |

## Classifica finale
|  | Pos. | Squadra          | Pt | G  | V  | N  | P  | GF | GS | DR  |
|  | ---- | ---------------- | -- | -- | -- | -- | -- | -- | -- | --- |
|  | 1    | Cardiff City     | 83 | 42 | 25 | 8  | 9  | 77 | 47 | +36 |
|  | 2    | Wrexham          | 80 | 42 | 23 | 11 | 8  | 75 | 52 | +23 |
|  | 3    | Barnet           | 79 | 42 | 23 | 10 | 9  | 66 | 48 | +18 |
|  | 4    | York City        | 75 | 42 | 21 | 12 | 9  | 72 | 45 | +27 |
|  | 5    | Walsall          | 73 | 42 | 22 | 7  | 13 | 76 | 61 | +15 |
|  | 6    | Crewe Alexandra  | 70 | 42 | 21 | 7  | 14 | 75 | 56 | +19 |
|  | 7    | Bury             | 63 | 42 | 18 | 9  | 15 | 63 | 55 | +8  |
|  | 8    | Lincoln City     | 63 | 42 | 18 | 9  | 15 | 57 | 53 | +4  |
|  | 9    | Shrewsbury Town  | 62 | 42 | 17 | 11 | 14 | 57 | 52 | +5  |
|  | 10   | Colchester Utd   | 59 | 42 | 18 | 5  | 19 | 67 | 76 | -9  |
|  | 11   | Rochdale         | 58 | 42 | 16 | 10 | 16 | 70 | 70 | 0   |
|  | 12   | Chesterfield     | 56 | 42 | 15 | 11 | 16 | 59 | 63 | -4  |
|  | 13   | Scarborough      | 54 | 42 | 15 | 9  | 18 | 66 | 71 | -5  |
|  | 14   | Scunthorpe Utd   | 54 | 42 | 14 | 12 | 16 | 57 | 54 | +3  |
|  | 15   | Darlington       | 50 | 42 | 12 | 14 | 16 | 48 | 53 | -5  |
|  | 16   | Doncaster        | 47 | 42 | 11 | 14 | 17 | 42 | 57 | -15 |
|  | 17   | Hereford Utd     | 45 | 42 | 10 | 15 | 17 | 47 | 60 | -13 |
|  | 18   | Carlisle Utd     | 44 | 42 | 11 | 11 | 20 | 51 | 65 | -14 |
|  | 19   | Torquay Utd      | 43 | 42 | 12 | 7  | 23 | 45 | 67 | -22 |
|  | 20   | Northampton Town | 41 | 42 | 11 | 8  | 23 | 48 | 74 | -26 |
|  | 21   | Gillingham       | 40 | 42 | 9  | 13 | 20 | 48 | 64 | -16 |
|  | 22   | Halifax Town     | 36 | 42 | 9  | 9  | 24 | 45 | 68 | -23 |
|  | ---  | Maidstone Utd    | −  | -  | -  | -  | -  | -  | -  | -   |

Legenda:
      Promosso in Football League Second Division 1993-1994.
  Ammesso ai play-off.
      Retrocesso in Conference League 1993-1994.
      Ritirato dal campionato.
Regolamento:
Tre punti a vittoria, uno a pareggio, zero a sconfitta.
In caso di arrivo di due o più squadre a pari punti, la graduatoria verrà stilata secondo i seguenti criteri:
- maggior numero di gol segnati
- differenza reti

Note:

Maidstone United inizialmente iscritto e successivamente escluso prima dell'inizio del campionato, a causa di problemi economici.
Bury ammesso ai play-off per il maggior numero di gol segnati rispetto al Lincoln City.

## Spareggi

### Play-off

#### Tabellone
|  | Semifinali | Semifinali      | Semifinali | Semifinali | Semifinali |  |  | Finale              | Finale              | Finale |  |
|  |            |                 |            |            |            |  |  |                     |                     |        |  |
|  | 7          | Bury            | 0          | 0          | 0          |  |  |                     |                     |        |  |
|  | 4          | York City       | 0          | 1          | 1          |  |  | York City (5-3 dcr) | York City (5-3 dcr) | 1      |  |
|  | 6          | Crewe Alexandra | 5          | 4          | 9          |  |  | Crewe Alexandra     | Crewe Alexandra     | 1      |  |
|  | 5          | Walsall         | 1          | 2          | 3          |  |  |                     |                     |        |  |

#### Semifinali
|                 | Risultati |                 | Luogo e data            |
| --------------- | --------- | --------------- | ----------------------- |
| Bury            | 0-0       | York City       | Bury, 16 maggio 1993    |
| York City       | 1-0       | Bury            | York, 19 maggio 1993    |
|                 |           |                 |                         |
| Crewe Alexandra | 5-1       | Walsall         | Crewe, 13 maggio 1993   |
| Walsall         | 2-4       | Crewe Alexandra | Walsall, 16 maggio 1993 |
|                 |           |                 |                         |

#### Finale
|           | Risultati     |                 | Luogo e data                             |
| --------- | ------------- | --------------- | ---------------------------------------- |
| York City | 1-1 (5-3 dcr) | Crewe Alexandra | Londra (Wembley Stadium), 29 maggio 1993 |
|           |               |                 |                                          |